# サファイア・プリンセス
サファイア・プリンセス（Sapphire Princess）は、アメリカのプリンセス・クルーズ社によって所有・運航されている外航クルーズ客船。乗客定員は2,670人。同型同時期建造の姉妹船として「ダイヤモンド・プリンセス」がある。

## 概要
サファイア・プリンセスは、プリンセス・クルーズの船としては日本で建造された2隻目のジェム級客船である。姉妹船はダイヤモンド・プリンセスで、建造中に名前が入れ替わった。2004年6月10日にシアトルで命名され、同港で命名された初めてのクルーズ船となった。就航当初はアメリカ西海岸を航行していたが、2014年以降はアジアやオーストラリア・ニュージーランドを中心とした運行を行っている。

## 建造中の火災事故
2002年10月1日、三菱重工業長崎造船所内にて造船所2180番船として艤装工事中のダイヤモンド・プリンセスが火災を起こした。
施主であるP&Oに対する納入期限が2003年7月に迫っていたため、造船所で同時に建造していた2番船（造船所2181番船・サファイア・プリンセス）を急遽、新「ダイヤモンド・プリンセス」として改修し、2004年2月に（「ダイヤモンド・プリンセス」としては）当初より7ヶ月遅れながらも納入にこぎつけた。
なお炎上した造船所2180番船は造船所の香焼工場に移されて焼損部分を完全に撤去し、新「サファイア・プリンセス」として改修。2004年5月27日に造船所よりP&Oに引き渡され、翌6月より運航を開始した。2005年4月8日、アジアクルーズの途上で長崎港に里帰り寄港を果たし、造船所関係者始め地元の歓迎を受けた。なお、引き渡し直後の2004年5月29日、給油などのため横浜港に初入港し大桟橋に着岸、その際初代「飛鳥」との並びも実現している。

## ギャラリー

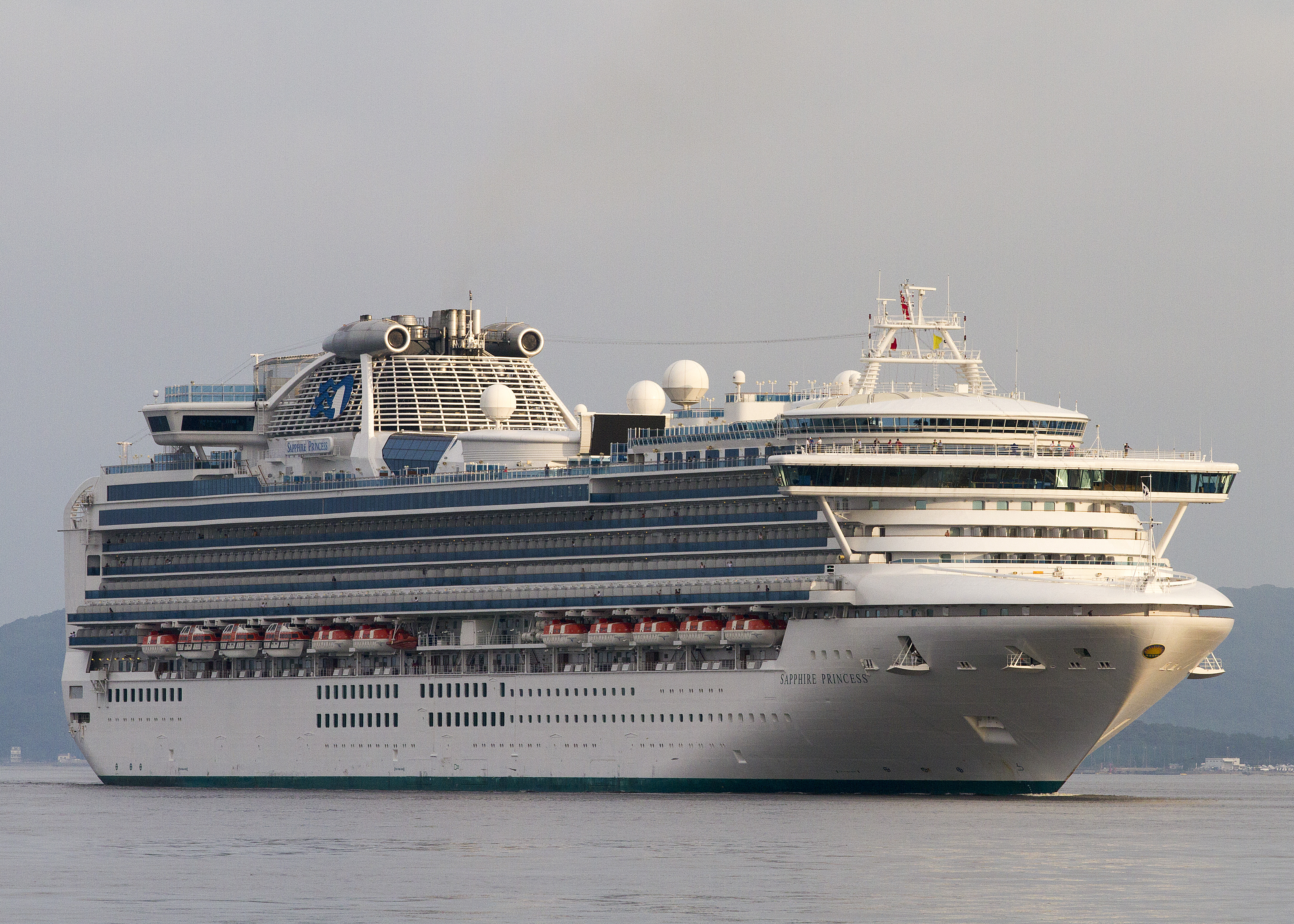
博多港にて
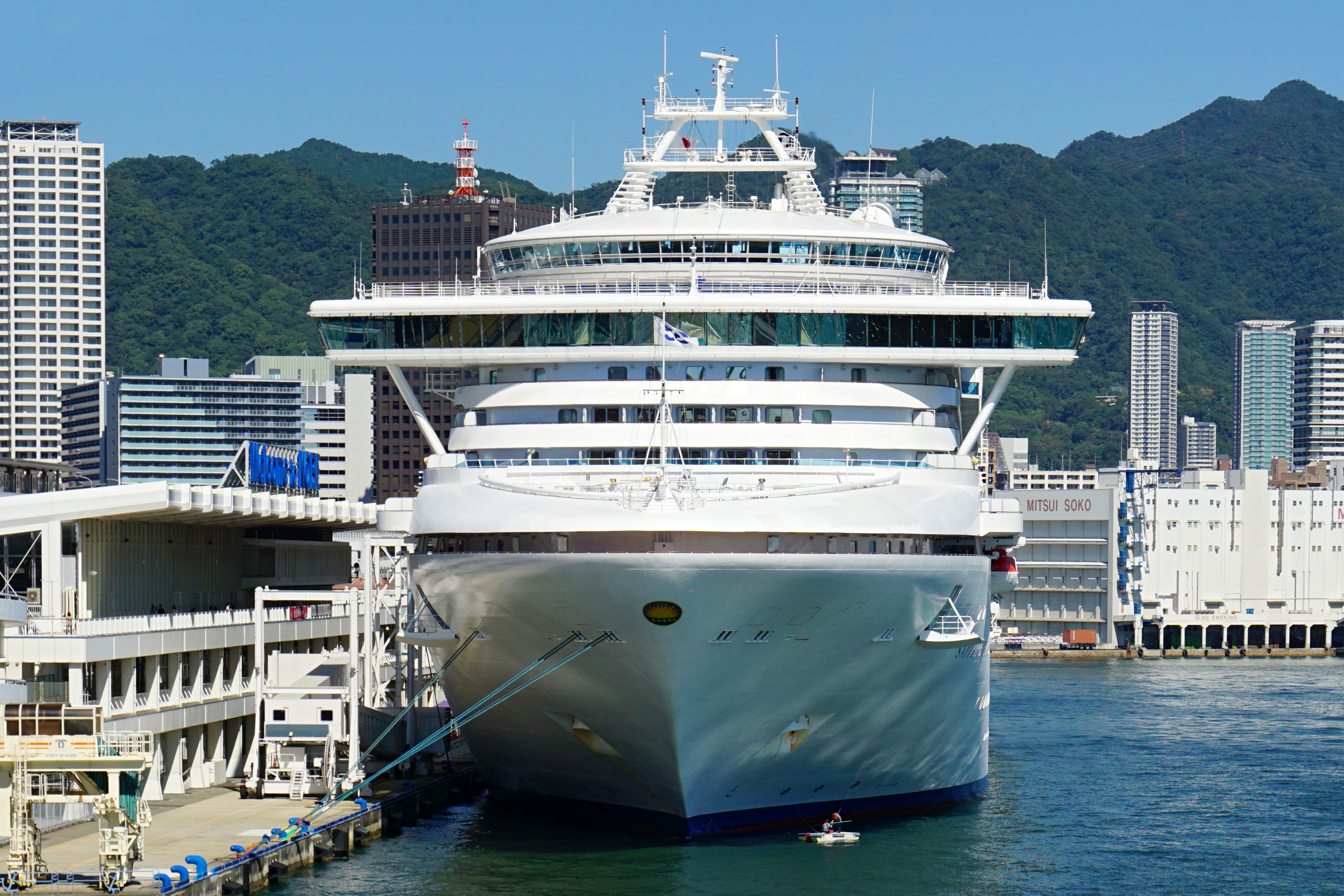
船首側からの外観
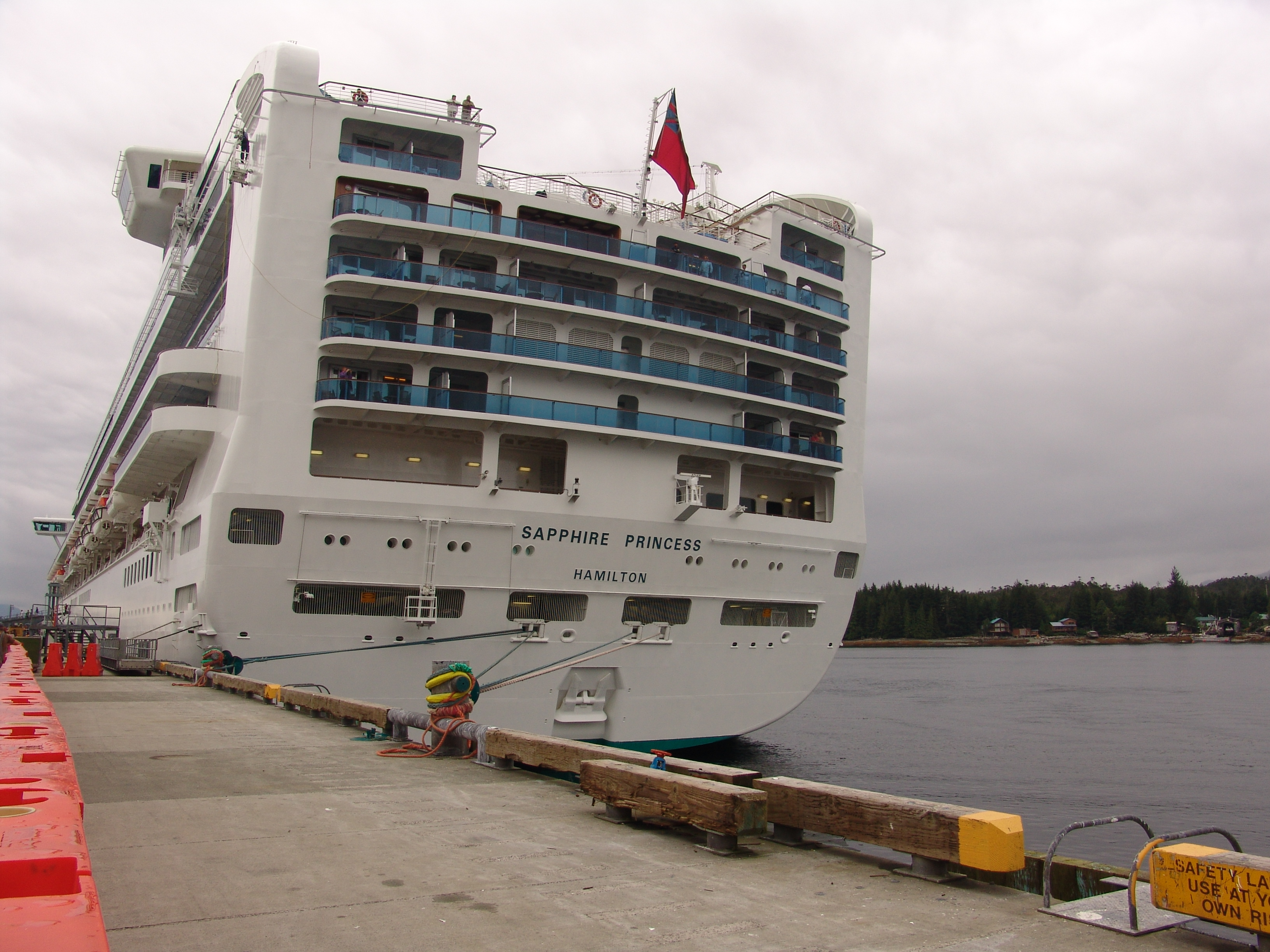
船尾側からの外観
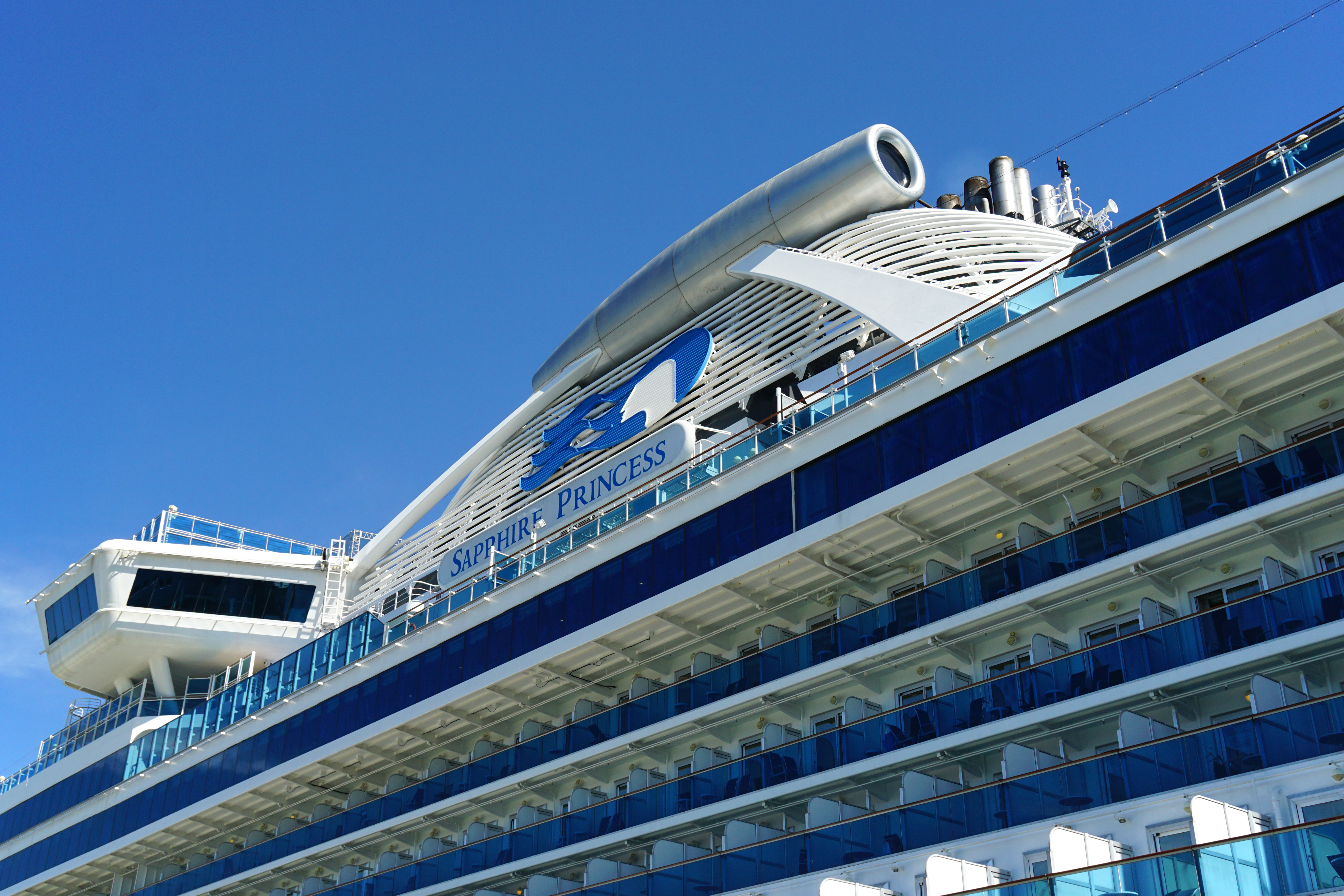
ファンネル